# كيكيس
جبل كيكيس (بالمجرية: Kékes)‏ هو جبل يقع في مقاطعة هيفيز في هنجاريا ويعد أعلى جبالها أرتفاعا حيث يصل أرتفاعه 1014 متر ومعنى اسمه هو الجبل الأزرق في اللغة المجرية فكلمة Kékes تعني أزرق باللغة المجرية، يوجد في الجبل العديد من الفنادق وأماكن التزلج على الجليد ومؤسسات التلفاز.
يعد جبل كيكيس ثالث أهم وجهة سياحية في المجر.

## الرياضات
تقام العديد من الرياضات على جبل كيكيس أبرزها رياضة التزلج على المنحدرات الثلجية وسباق الدراجات الهوائية وغيرها.